# Harmonices mundi

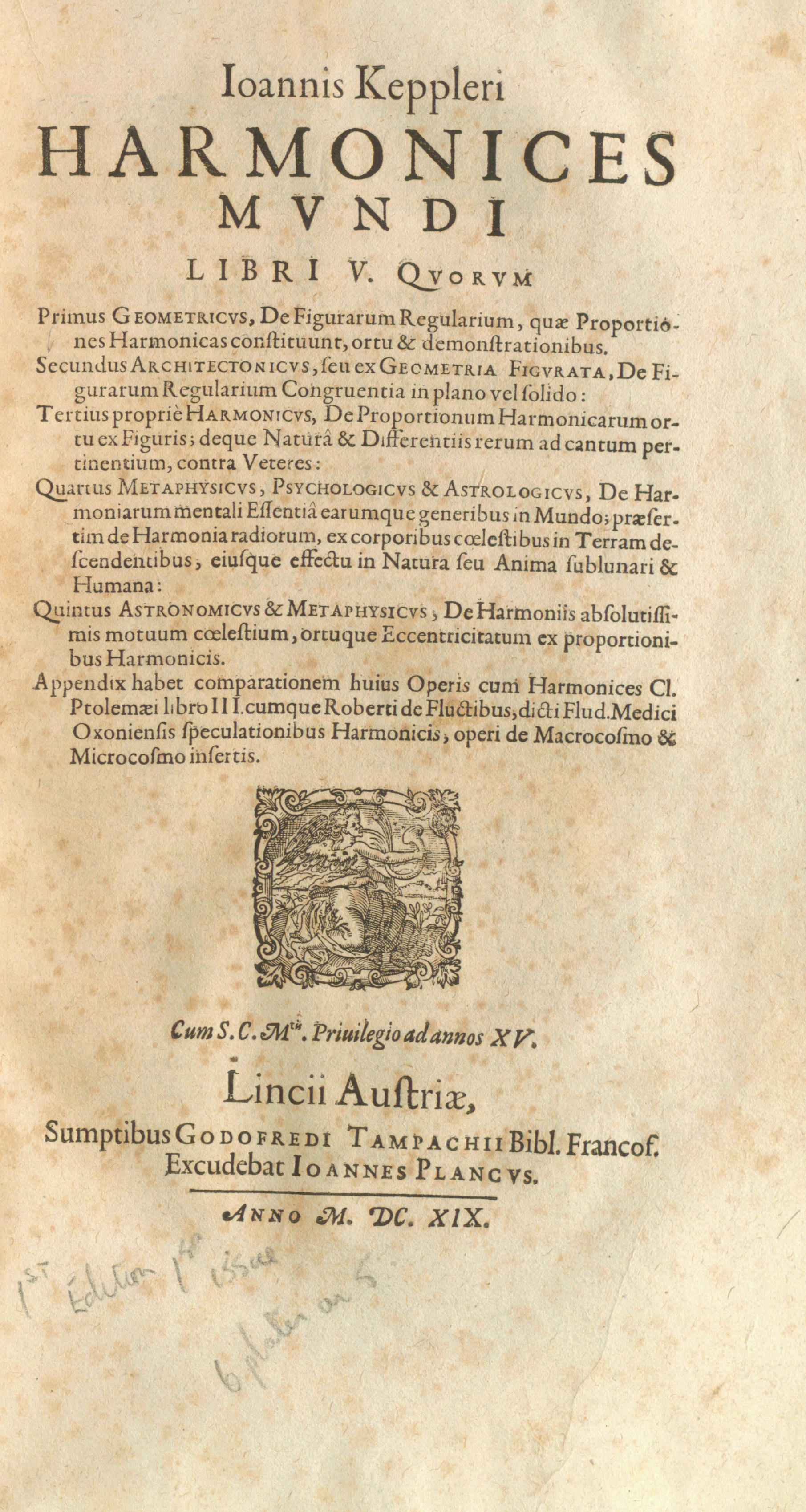
Detalle de la 1.ª edición, de 1619

Harmonices mundi (La armonía del mundo, 1619) es un libro escrito por Johannes Kepler en la ciudad de Linz. El libro contiene la primera formulación de la tercera ley del movimiento planetario.
En Harmonices mundi, Kepler intenta explicar los movimientos planetarios con base en un modelo geométrico de proporciones entre diferentes poliedros relacionando estos con escalas musicales. En esta obra muestra sus intentos de fijar las órbitas de los planetas en el interior de poliedros perfectos o sólidos platónicos tal y como había hecho en una obra anterior: Mysterium Cosmographicum. Para su gran decepción, la teoría nunca funcionó y tras haberla expuesto en largas páginas en esta obra la abandona finalmente mostrando que es incompatible con las observaciones y las leyes del movimiento planetario deducidas por él en Astronomía Nova y Harmonices mundi. Kepler intentó describir estos movimientos postulando una fuerza similar al magnetismo que él pensaba emanaba del Sol.
Kepler expuso en esta obra su teoría de que cada planeta produce un tono musical durante su movimiento de revolución alrededor del Sol y que la frecuencia del tono varía con la velocidad angular de los planetas medidas con respecto al Sol. Algunos planetas producen notas musicales constantes, por ejemplo la Tierra solo varía un semitono con una proporción de 16:15 o equivalentemente la diferencia entre una nota mi y un fa entre su afelio y su perihelio y Venus varía en un intervalo más reducido de 25:24. Kepler explica su razonamiento para deducir el reducido lapso de tonos propio de cada planeta en términos esotéricos.

La Tierra canta Mi, Fa, Mi: puede deducirse de estas sílabas que en nuestro hogar podemos esperar  miseria y  hambre (fa-mine).

En momentos muy poco frecuentes todos los planetas podrían tocar juntos en perfecta concordancia. Kepler propuso que esto podría haber ocurrido una única vez en la historia, quizás en el momento de la Creación.
En un libro anterior Astronomía nova, Kepler había escrito las dos primeras leyes del movimiento planetario. La tercera ley, que indica que el cubo de la distancia promedio del planeta al Sol es proporcional al cuadrado de su periodo orbital aparecía por primera vez en el capítulo 5 de este libro tras una larga discusión sobre astrología.